# Псковская лента новостей
Псковская лента новостей (ПЛН) — старейший и наиболее популярный информационный портал Псковской области. Основан в 2000 году как информационное агентство. Вместе с интернет-порталом «Центр Деловой Информации» и псковскими филиалами «Московский комсомолец», «Радио Sputnik», «Европа Плюс», «Наше Радио», «Ретро FM» и «Радио Energy» входит в состав медиахолдинга «Гражданская пресса». Зарегистрирован как электронное периодическое издание, номер свидетельства ЭЛ № ФС 77-42756.
Среднесуточная аудитория ПЛН составляет  около 30 тысяч  уникальных посетителей (данные за осень 2022 года), среднемесячная —около 500 тысяч уникальных посетителей. По этому показателю ПЛН примерно в три раза опережает своих конкурентов в регионе. ПЛН имеет также самый высокий индекс цитирования среди информационных сайтов Псковской области по данным каталога Яндекс. 

## История
Псковская лента новостей (ПЛН) ведёт свою историю с 2000 года. Информационное агентство стало первым подобным СМИ в Псковской области. При этом на начальном этапе работы работы, из-за слабой распространённости сети Интернет в области, редакция дублировала свои новости руководителям организаций и предприятий региона по факсу.
Спустя год издание расширяет рамки работы за пределы чисто информационного агентства. На страницах ПЛН помимо новостных сообщений публикуются статьи из газет «Панорама», «Так надо!» и информационно-аналитического журнала «Прагматика». С 2005 года ПЛН окончательно переходит в режим интернет-газеты. На её страницах начинают публиковаться статьи, обзоры, очерки и интервью, подготовленные штатными сотрудниками издания.
2007 год стал по многим причинам серьезной вехой в жизни издания. Во-первых, в этот год ПЛН окончательно оторвалось от ближайших конкурентов по посещаемости. Во-вторых, ПЛН обзавелась постоянным деловым партнером: в структуре холдинга заработало еще одно электронное издание — «Центр Деловой Информации». В-третьих, в 2007 году ПЛН внедрила новый на тот момент дизайн и обзавелась полноценным логотипом. Современный вид сайт приобрёл в 2011 году, тогда же был проведён редизайн логотипа и структуры самого портала.
В 2008 году ПЛН учредила ежегодную премию в области бизнеса и достижений в общественной сфере Псковской области «Status Media». Она становится первой независимой общественной премией в Псковской области.
В 2009 году ПЛН открывает собственный общественный пресс-центр. В этом же году независимыми научными исследованиями ПЛН вновь называется «лидером псковского информационного Интернет-рынка».
В январе 2010 года в развитии ПЛН наступает новый этап — открыт первый отдельный тематический проект «ПЛН-Автомир». В октябре этого же года заработал второй проект «ПЛН-Дом», посвященный вопросам недвижимости, стройки и ремонта. Летом 2011 года были открыты еще два проекта: «ПЛН-Здоровье» и «ПЛН-Туризм». В 2012 в содружестве с Псковским государственным университетом был запущен тематический проект «ПЛН-Универ».
По данным исследования активности в медиасфере отечественного сегмента интернета, проведенного «Яндекс. Новости», на январь 2011 ПЛН в СЗФО входила в число «трех самых активных изданий за пределами северной столицы». На середину 2013 года ЭПИ ПЛН занимает первую строчку в каталоге Rambler’s Top100 в категории «Информационные агентства — Северо-Запад» и 4 место в категории «Новости и СМИ — Северо-Запад».
В итоге возникнув как СМИ, призванное снабжать оперативной информацией газеты, теле- и радиокомпании Псковской области, ПЛН за годы работы превратилась в полноценный интернет-портал, на котором размещаются не только новости, но и комментарии, аналитические статьи, интервью, фото- и видеорепортажи, материалы интерактивной формы. Ежедневно на сайте ПЛН выходит около 100 информационных сообщений и других материалов. Информация «Псковской ленты новостей» используется в своей работе многими известными федеральными СМИ и новостными агентствами. В 2011 году колумнист ПЛН Александр Донецкий стал обладателем Всероссийской премии в области общественно-политической журналистики «Власть № 4» в номинации «Лучший обозреватель по социальной тематике».
9 января 2018 года был обновлён сайт, 4 марта 2019 года введена обязательная авторизация для оставления комментариев.
В разные годы информационное агентство возглавляли Ирина Тихонова, Алексей Голубев, Надежда Назаренко, Дарья Пасечник, Александр Машкарин, Марина Кулешова. С 2011 года главным редактором является Александр Савенко.

## Информационные партнёры
Электронные издания «Центр Деловой Информации» (ЦДИ) и «Псковская лента новостей» (ПЛН) работают, дополняя друг друга. Общественно-политическая информация остается прерогативой ПЛН. ЦДИ же освещает деловые новости Пскова и Псковской области, важнейшие события бизнес-сообщества, публикует экономическую аналитику, регулярные обзоры потребительского рынка и прочую связанную информацию .
«Европа Плюс» (с 2003 года), «Наше Радио» (с 2004 по 2007 годы и с 2012 года),  «Ретро FM» (с 2008 по 2013 годы и c 2021 года), «Радио Energy» (с 2022 года) и «Радио Sputnik» (c 2022 года), наряду с ПЛН, ЦДИ и МК-Псков, входят в структуру медиахолдинга «Гражданская пресса». Новостные выпуски станций базируются на сообщениях ПЛН, а на страницах портала регулярно размещается собственный контент редакции радиопрограмм. Ранее в состав холдинга входили «Радио Шансон» (с 2007 по 2013 годы и с 2017 по 2022 годы) и радиостанция «Эхо Москвы» (с 2014 по 2022 годы).
Совместно с региональным телеканалом «РЕН ТВ Псков» в 2013 году был запущен телевизионный проект «Регион-60 за 60 секунд».

## Тематические проекты
ПЛН развивает целый ряд внутренних тематических проектов:
- «ПЛН-Автомир» — предоставляет разнообразную информацию из мира автомобилей: оперативные новости, аналитические статьи, обзоры и интервью. Основу раздела составляет новостной блок с информацией о дорожных происшествиях, организации дорожного движения в Пскове и области, ремонте дорог, работе Госавтоинспекции, общественного транспорта, автоспорте и многом другом.
- «ПЛН-Сцена» — совместный проект с Театрально-концертной дирекцией Псковской области. Все самое свежее, актуальное и интересное о деятельности Псковского драматического театра им. А.С. Пушкина, театра кукол и областной филармонии, о проектах дирекции можно узнать на одном сайте.
- «ПЛН-Церковь» — совместный проект с Псковской митрополией. Информация о событиях и проектах Псковской епархии.
- «ПЛН-ТВ» — интернет-телевидение, выпускающее программы информационной, общественно-политической, социально-экономической, культурной и просветительской направленности.

В разные годы на сайте ПЛН были открыты разделы:
- «ПЛН-Туризм» призван стать основным инфоресурсом региона, посвященным внутреннему и выездному туризму.
- «ПЛН-Здоровье», в первую очередь, направлен на пропаганду здорового образа жизни среди интернет-сообщества Псковской области. Цель проекта — предоставить максимум оперативной и полезной информации для читателей по теме медицины и сохранения красоты и здоровья.
- «ПЛН-Дом» призван предоставить максимум оперативной и полезной информации для читателей по вопросам строительства, рынку стройматериалов и недвижимости в Пскове.
- «ПЛН-Универ» — совместный проект с самым крупным в регионе вузом — Псковским государственным университетом. Он посвящён жизни учебного заведения, его студентам, преподавателям и выпускникам.

## Специальные проекты

### Status Media
«Status Media» — первая общерегиональная независимая общественная ежегодная премия в области бизнеса и достижений в общественной сфере Псковской области. Учреждена Псковской лентой новостей в 2008 году для того, чтобы представить псковичам людей и организации, достигшие больших успехов в экономической, политической, общественной, культурной и спортивной жизни региона.
Изначально премию вручали в шести номинациях. На юбилейной V церемонии, в феврале 2013 года, номинаций было уже 11. За это время на соискание премии были выдвинуты порядка 150 организаций, предприятий и персон, порядка 50 из них стали победителями «Status Media».
- Главред ПЛН Александр Савенко (в центре) и губернатор Псковской области Андрей Турчак (справа) приветствуют министра спорта России Виталия Мутко. Псков, 2009 год.
- Народный артист России саксофонист Игорь Бутман вручает звезду «Status Media» в номинации «Деятель культуры» руководителю хореографического ансамбля «Солнышко» Ирине Белотеловой. Псков, 2012 год.
- Псковский боксёр-профессионал Валерий Брудов стал победителем «Status Media-2012» в номинации «Спортсмен года». Псков, 2013 год.

### Общественный пресс-центр Псковской ленты новостей
Работает в регионе с июля 2009 года. За это время в его стенах проведены сотни пресс-конференций и круглых столов с участием СМИ Псковской области. Среди участников прошедших пресс-конференций — известные политики и руководители органов власти различного уровня, общественные деятели, представители культуры и научного сообщества, руководители крупных коммерческих организаций.
С января 2022 года Общественный пресс-центр ПЛН работает в формате медиацентра в студии радиостанции «ПЛН FM».

### 100 псковских миллионеров
Ежегодный рейтинг доходов государственных и муниципальных служащих Псковской области, а также депутатов различного уровня. Впервые был составлен на основе деклараций доходов за 2010 год.

### 100 самых влиятельных псковичей
Ежегодный рейтинг самых влиятельных политических, общественных и культурных деятелей Псковской области. Псковская Лента Новостей проводит исследование совместно с экспертным сообществом Псковской области. Редакция ПЛН особо подчеркивает, что не дает оценку деятельности той или иной персоны или уровня доверия/недоверия к ней, речь идет о влиянии, иначе говоря, возможности оказывать реальное воздействие как на общественно-политическую ситуацию в целом, так и на принятие управленческих решений в различных сферах.

### 15 чудес Псковщины
Спецпроект-конкурс, объявленный ПЛН в год своего 15-летия, для создания «золотого списка» достопримечательностей Псковской области. В мае 2015 года редакция предложила читателям вместе создать «золотой список» достопримечательностей Псковской области —будь то древний храм, мемориальный комплекс, красивейшее озеро или что-то другое. По итогам первого этапа конкурса были отобраны 50 объектов, а в дальнейшем путём народного голосования на сайте ПЛН определился список «жемчужин», из которых по итогам заключительного тура были определены «15 чудес Псковщины». Подведение итогов и награждение победителей, в том числе самых активных и творческих участников конкурса, состоялось в конце 2015 года в ходе торжественного мероприятия в Пскове. На нем были вручены призы и подарки от ПЛН. Материалы, собранные в ходе реализации проекта, были размещены в специальном разделе на странице проекта «ПЛН-Туризм».

## Штрафы и допросы
- 14 апреля 2008 года «Псковская лента новостей» оштрафована на 20 тыс. рублей за публикации материалов из непроверенной и недостоверной информации о деятельности группы компаний «Технология металлов» и их владельцев, в частности 13 декабря 2006 года ПЛН разместила в рубрике «Политика» статью «New Федюки, или Последний карт-бланш олигарха», в которой Псковским городским судом были усмотрены действия, подпадающие под распространение информации, порочащей честь, достоинство и деловую репутацию[19].
- В феврале 2019 года «Псковская лента новостей» была оштрафована на 200 тыс. рублей за злоупотребление свободой массовой информации[20]. Ранее штрафу в 150 тысяч рублей подверглась радиостанция «Эхо Москвы в Пскове»[21]. Поводом для этих санкций стала публикация на ПЛН текстовой версии очередного выпуска авторской радиопрограммы Светланы Прокопьевой «Минутка просветления» от 7 ноября 2018 года под названием «Репрессии для государства», где она, затрагивая события теракта в Архангельске, изложила свою позицию о его причинах[22], и в которой СКР были найдены основания для обвинения Прокопьевой по статье 205.2 УК РФ «оправдание терроризма»[23]. Роскомнадзором в отношении редакций «Эха Москвы в Пскове» и «Псковской ленты новостей» были вынесены предупреждения за распространение противоправной информационной продукции[24] и предписания удалить материал[25].
- 2 декабря 2020 года стало известно, что ведущего «Эха Москвы в Пскове» Константина Калиниченко опросили в Центре «Э» из-за статьи о депутате Госдумы из Псковской области единороссе Александре Васильеве «Популисты и иждивенцы у власти»[26], вышедшей на сайте «Псковской ленты новостей» 12 ноября 2020 года (была текстовой версией его еженедельной авторской радиопрограммы «Резонёр»). Ранее Васильев написал заявление на имя министра МВД России Владимира Колокольцева с требованием проверить авторскую колонку Калиниченко на предмет неуважения к власти и признаков экстремизма[27][28][29].

## Награды и номинации
- В 2010 году ПЛН стала победителем Всероссийского конкурса СМИ на лучшее освещение реформы жилищно-коммунального хозяйства, учреждённого Минрегионом РФ и Фондом содействия реформированию ЖКХ[30].
- В 2013 году проект ПЛН «Чистая вода», направленный на привлечение внимания власти и общества к проблеме загрязнения рек Псковской области, занял второе место на Всероссийском конкурсе «Патриот России» в номинации «С чего начинается Родина». Конкурс проводится Федеральным агентством по печати и массовым коммуникациям во взаимодействии с Министерством обороны Российской Федерации[31].
- В октябре 2013 года ПЛН стала номинантом XI профессионального конкурса журналистов Северо-Запада в номинации «За оперативность и точность в подаче информации» — за освещение темы убийства священника Павла Адельгейма[32]. Однако по итоговому голосованию приз достался агентству Росбалт.
- По итогам XII профессионального конкурса журналистов Северо-Запада СеЗаМ-2014 Псковская Лента Новостей стала победителем в номинации «За оперативность и точность в подаче информации» с формулировкой «за цикл острых и оперативных публикаций о жизни региона»[33].
- В июне 2015 года Псковская Лента Новостей стала лауреатом конкурса участников внешнеэкономической деятельности «Таможенный Олимп —Северо-Запад-2015» в номинации «Лучшее СМИ по освещению таможенной проблематики». Торжественная церемония вручения премии состоялась 3 июня на Международной конференции «Актуальные вопросы внешнеэкономической деятельности», которая проходила в «Экспофоруме» Санкт-Петербурга.